# Stella Doufexis
Stella Doufexis (Frankfurt, 15 de abril de 1968 – Berlín, 15 de diciembre de 2015) fue una mezzosoprano de ópera y concierto alemana. Era esposa del compositor alemán Christian Jost y murió de cáncer a los 47 años.

## Biografía
Nacida en Frankfurt, estudió en Berlín en la Universidad de las Artes de Berlín con Ingrid Figur y había trabajado con Anna Reynolds. También participó en la clase magistral de Dietrich Fischer-Dieskau y Aribert Reimann.
EN 2014, impartía clases en la Robert Schumann Hochschule (Escuela Superior de música Robert-Schumann) de Düsseldorf.
Stella Doufexis fue una de las cantantes más cotizadas en su campo, tanto en el ámbito operístico como de concierto. Era el exponente de una de las estrellas más importante del panorama operístico alemán, así como también trabajó con la BBC Symphony Orchestra, la Israel Philharmonic Orchestra, la Ensemble Intercontemporain, la Orchestre de Paris, la London Symphony Orchestra, etc. Trabajó con directores tan importantes como Bernard Haitink, Zubin Mehta, Kent Nagano, Kurt Masur, Roger Norrington, Christopher Hogwood, Jukka-Pekka Saraste, Christoph Eschenbach o Gustavo Dudamel.
Después de haber trabajado más de diez años con la Berliner Philharmoniker. En su repertorio destacan las interpretaciones de Meg Page de Falstaff, Dorabella del Così fan tutte, así como también el 'Adieu Robert Schumann de R. Murray Schafer.
Doufexis en 2005 trabajó con la Komische Oper Berlin con la que interpretó los roles de Octavian de El caballero de la rosa, Cherubino de Las bodas de Fígaro, Nicklausse de Los cuentos de Hoffmann y la Medea del Teseo de Händel. Por la grabación de Liebeslieder-Walzer de Johannes Brahms fue premiada al Diapason d’Or.